# Chrysopogon purushothamanii
Chrysopogon purushothamanii là một loài thực vật có hoa trong họ Hòa thảo. Loài này được Ravi, N.Mohanan & Kiran Raj mô tả khoa học đầu tiên năm 2000.